# Dutch in Seven Lessons
Nederlands in zeven lessen (título internacional de Dutch in Seven Lessons) é um documentário holandês de 1948, em preto e branco, mais conhecido por ser o primeiro filme em que Audrey Hepburn estrelou.
O filme foi encomendado por uma empresa de cinema britânico com o intuito de apresentar a Holanda e como vivem seus habitantes.Mas no meio das gravações o projeto foi abandonado pelos britânicos.Com metade do filme já rodado o diretor resolveu criar um roteiro e o filme se tornou uma espécie de filme educativo para os holandeses 
Audrey vive uma aeromoça e sua participação dura menos de 3 minutos. Esse é o primeiro e único filme que ela rodou em solo holandês.

## Elenco
- Han Bentz van den Berg
- Wam Heskes
- Magda Janssens
- Els Boon
- Jan Glastra van Loon
- Frances May
- Koos Kroon
- Audrey Hepburn